# Parathesis pseudocalophylla
Parathesis pseudocalophylla är en viveväxtart som beskrevs av Ricketson och Pipoly. Parathesis pseudocalophylla ingår i släktet Parathesis och familjen viveväxter. Inga underarter finns listade i Catalogue of Life.